# Pithovirus sibericum

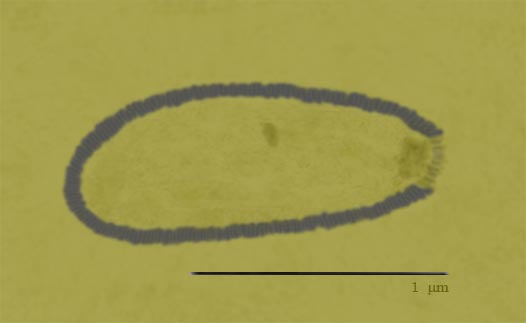
Pithovirus sibericum

Pithovirus sibericum – gatunek gigantycznego wirusa o rozmiarach 1,5×0,5 µm, który infekuje ameby.  Jest to dwuniciowy wirus DNA. Został odkryty w 2014 r. w 30 000-letnim rdzeniu lodowym, zebranym z wiecznej zmarzliny na Syberii w Rosji.

## Opis
Nazwa „Pithovirus” jest odniesieniem do dużych pojemników do przechowywania w starożytnej Grecji, znanej jako pithoi. Pithovirus sibericum ma długość około 1,5 µm (1500 nm) i 0,5 µm (500 nm), co czyni go największym odkrytym wirusem. Jest o 50% większy niż największe znane wcześniej pandorawirusy i jest większy niż Ostreococcus, najmniejsza komórka eukariotyczna (choć jego genom o długości ok. 600 tys. zasad jest znacznie mniejszy niż genom pandorawirusów, zawierający do 2,8 mln zasad). Pithovirus ma grubą, owalną ścianę z otworem na jednym końcu. Wewnętrznie jego struktura przypomina plaster miodu.
Genom P. sibericum zawiera 467 różnych genów. Jest to więcej niż u typowego wirusa, ale o wiele mniej niż 2556 domniemanych sekwencji kodujących białko znalezionych w pandorawirusach. Tak więc jego genom jest znacznie mniej gęsto upakowany niż w jakimkolwiek innym znanym wirusie. Dwie trzecie jego białek różnią się od innych wirusów. Pomimo fizycznego podobieństwa do pandorawirusa, sekwencja genomu Pithovirusa wykazuje słaby związek z tym wirusem, a bardziej przypomina przedstawicieli rodzin Marseilleviridae, Megaviridae i Iridoviridae.

### Replikacja
Genom Pithovirusa to dwuniciowy DNA o długości około 610 tys. par zasad, kodujący około 467 otwartych ramek odczytu, które kodują 467 różnych białek. Genom koduje wszystkie białka potrzebne do wytworzenia mRNA; białka te są obecne w oczyszczonych wirionach. Pithovirus przechodzi zatem cały cykl replikacji w cytoplazmie gospodarza, a nie bardziej typową metodę przejmowania jądra gospodarza.

## Odkrycie
Pithovirus sibericum został odkryty w 30 000-letniej próbce wiecznej zmarzliny syberyjskiej przez grupę kierowaną przez Chantal Abergel i Jeana-Michela Claverie z Aix-Marseille University. Wyizolowano go z warstwy położonej 30 metrów pod powierzchnią ziemi, pochodzącej z późnego plejstocenu.. Stwierdzono, że próbki zebrane w 2000 r. zawierały ameby. Ameby zaczęły ginąć, a po zbadaniu stwierdzono w nich obecność wirusów o niespotykanych dotąd rozmiarach.
Chociaż wirus jest nieszkodliwy dla ludzi, jego żywotność po zamrożeniu na przestrzeni tysiącleci wzbudziła obawy, że globalne zmiany klimatu i operacje wiercenia tundry mogą doprowadzić do uwolnienia patogennych wirusów. Jednak inni naukowcy uważają, że ten scenariusz nie stanowi realnego zagrożenia.